# Floridakärpfling
Der Floridakärpfling (Jordanella floridae) ist ein kleiner Süßwasserfisch, der in Florida beheimatet ist und Tümpel, Gräben und langsam fließende Bäche bewohnt. Die Gattung wurde nach dem US-amerikanischen Zoologen, Ichthyologen und Botaniker David Starr Jordan benannt, das Art-Epitheton verweist auf das Verbreitungsgebiet. Die Art wurde 1914 erstmals nach Deutschland eingeführt und wird hier als Aquarienfisch gehalten.

## Merkmale
Der Floridakärpfling ist ein gedrungener, relativ hochrückiger Fisch. Die Körperhöhe beträgt ein Drittel der Körperlänge. Der Rumpf ist seitlich abgeflacht, der Schwanzflossenstiel sehr hoch. Weibchen werden maximal 6 cm lang und sind fülliger, Männchen bleiben bei einer Länge von 4,5 cm. Die unpaaren Flossen sind rundlich, die Schwanzflosse abgerundet. Die Rückenflosse, die in der Mitte zwischen Augen und Schwanzflossenbasis beginnt, ist länger als die Afterflosse. Das Maul ist oberständig und mit kleinen dreispitzigen Zähnen besetzt. Die Schuppen sind groß. Die Fische sind bräunlich bis grünlich gefärbt. Der Rücken ist dunkler, der Bauch fast weißlich. Die Einzelschuppen weisen irisierende bläuliche bis hellgelbe Tüpfel auf. Bei den Männchen bilden rote Punkte entlang der unteren Schuppenränder 9 bis 10 Längslinien. Auf den Flanken befindet sich ein angedeuteter dunkler Fleck.
- Flossenformel: Dorsale 16–18, Anale 11–14.
- Schuppenformel: mLR 24–27.

## Lebensweise
Der Floridakärpfling lebt bodenorientiert in vegetationsreichen, stehenden und langsam fließenden Gewässern, auch im Brackwasser. Er ernährt sich von vor allem von Algen und Pflanzen, daneben von Würmern, kleinen Krebstieren und Insekten. Männchen sind revierbildend. Während der Balz treibt das Männchen sehr stark und betreibt danach eine einfache Form von Brutpflege. Die vom Weibchen in eine Mulde abgelegten 200 bis 300 Eier werden vom Männchen bewacht und befächelt. Der Brutpflegeinstinkt des Männchens erlischt für gewöhnlich schon nach einem Tag. Je nach Wassertemperatur schlüpfen die Jungfische nach 5 bis 10 Tagen.